# Liste der Ständigen Vertreter Deutschlands bei der NATO
Die Liste der deutschen Botschafter bei der NATO enthält alle Botschafter der Bundesrepublik Deutschland bei der NATO in Paris (1955–1967) und Brüssel seit 1967.
| Name                            | Bild | Amtszeit  |
| ------------------------------- | ---- | --------- |
| Herbert Blankenhorn             |      | 1955–1959 |
| Gebhardt von Walther            |      | 1959–1962 |
| Wilhelm Grewe                   |      | 1962–1971 |
| Franz Krapf                     |      | 1971–1976 |
| Rolf Friedemann Pauls           |      | 1976–1980 |
| Hans-Georg Wieck                |      | 1980–1985 |
| Niels Hansen                    |      | 1985–1989 |
| Hans-Friedrich von Ploetz       |      | 1989–1993 |
| Hermann Freiherr von Richthofen |      | 1993–1998 |
| Joachim Bitterlich              |      | 1998–1999 |
| Gebhardt von Moltke             |      | 1999–2003 |
| Rüdiger Reyels                  |      | 2003–2006 |
| Edmund Duckwitz                 |      | 2006–2007 |
| Ulrich Brandenburg              |      | 2007–2010 |
| Martin Erdmann                  |      | 2010–2015 |
| Hans-Dieter Lucas               |      | 2015–2020 |
| Rüdiger König                   |      | 2020–2023 |
| Géza Andreas von Geyr           |      | 2023–2025 |